# Kaniwka
Kaniwka (ukr. Канівка, hist. pol. Kaniówka) – wieś w rejonie wołoczyskim obwodu chmielnickiego.
W II Rzeczypospolitej stacjonowały tu jednostki graniczne Wojska Polskiego: we wrześniu 1921 w Kaniówce wystawiła placówkę 4 kompania 23 batalionu celnego.